# 김희 (1729년)
김희(金憙, 1729년 ~ 1800년)는 조선 후기의 문신이며, 자는 선지(善之), 호는 근와(芹窩), 본관은 광산으로, 김장생의 후손이다. 수찬, 지제교, 부수찬, 부교리, 지평, 교리를 거쳐 규장각직각이 되고 사간원대사간, 성균관대사성을 지낸 뒤 이조참의, 동지의금부사, 사헌부대사헌을 지내고 공조참판, 이조참판을 거쳐 성균관대사성으로 동지경연사를 겸한 뒤 도승지가 되고 다시 이조참판을 지낸 뒤에 예조판서를 거쳐 함경도관찰사, 경기도관찰사를 거쳐 우의정이 되고 판중추부사, 영중추부사에 이르렀다. 시호는 효간(孝簡)이다.